# Горки Сухаревські
Го́рки Су́харевські (рос. Горки Сухаревские) — присілок у складі Дмитровського міського округу Московської області, Росія.
Стара назва — Горки.

## Населення
Населення — 118 осіб (2010; 109 у 2002).
Національний склад (станом на 2002 рік):
- росіяни — 87 %